# Midnattsol
Midnattsol är ett tyskt-norskt gothic-folk metalband grundat 2002 av norska sångerskan Carmen Elise Espenæs (lillasyster till Liv Kristine) och tyska gitarristen Christian Hector. Deras låttexter är både på engelska, norska och även svenska och handlar oftast om Nordisk folktro. 
Sedan 2017 är även storasyster Liv Kristine en del av bandet.

## Medlemmar

### Nuvarande medlemmar
- Carmen Elise Espenæs – sång (2002– )
- Daniel Fischer – keyboard (2002– )
- Alex Kautz – gitarr (2009– )
- Stephan Adolph – basgitarr, trummor, sång (2017), gitarr (2017– )
- Liv Kristine Espenæs – sång (2017– )

### Tidigare medlemmar
- Birgit Öllbrunner – basgitarr (2002–2017)
- Chris Merzinsky – trummor (2002–2017)
- Daniel Droste – gitarr (2002–2011)
- Christian Hector – gitarr (2002–2008)
- Christian Fütterer – gitarr (2002)
- Fabian "Fabz" Pospiech – gitarr (2008–2009)
- Matthias Schuler – gitarr (2011–2017)

### Turnerande medlemmar
- Michael Kapelle – trummor (2018– )

## Diskografi

### Demo
- Midnattsol (2003)

### Studioalbum
- Where Twilight Dwells (2005)
- Nordlys (2008)
- The Metamorphosis Melody (2011)
- The Aftermath (2018)

### Video
- Feuertanz Festival 2005 (div. artister) (2005)
- Gothic Spirits Live (div. artister) (2008)